# Heiltsuk
Heiltsuk, eller Haíɫzaqv /ˈheɪltsək/, ibland historiskt kallade Bella Bella, är ett ursprungsfolk som lever på den centrala nordvästkusten i British Columbia.  Orten Bella Bella (även Waglisla) är deras centralort och ligger på den östra sidan av ön Campbell Island vilken föregicks av Old Bella Bella som låg några kilometer söderut. Heiltsuks regering är Heiltsuknationen (Heiltsuk nation), men termen används också i vissa sammanhang synonymt med heiltsuk. De och andra ursprungsfolk som lever på nordvästkusten i British Columbia, kallas med en gemensam term "nordvästkustfolk" (tidigare "nordvästkustindianer"). Tillsammans med haisla och wuikinuxv benämndes heiltsuk förr som "de nordliga kwakiutl" vilket anses felaktigt.
De ska inte förväxlas med de salishtalande Nuxalk, som tidigare vanligtvis kallades Bella Coola.

## Historia
Det har gjorts arkeologiska utgrävningar på Triquet Island som visar att det fanns människor där för 14 000 år sedan. Heiltsuk själva menar att de och deras förfäder har levt i denna del av British Columbia sedan åtminstone 7190 f.Kr. Heiltsuk härstammar från flera olika grupper vilka under 1800-talet smälte samman i Bella Bella till heiltsuk. Dessa olika grupper omnämns med flera olika namn i litteraturen. I en bok från 2000 omnämns Bella Bella som en egen grupp bestående av undergrupperna kokaitk, oelitk, och oealitk. Denna grupp smälte samma med delar av grupperna  haihais och oowekeeno till heiltsuk.  Martha Black talar om fem olika grupper vilka möjligen kan referera till samma grupper (dvs kokaitk, oelitk osv) men med andra benämningar: W̓úyalitx̌v (Wuyalitxv) (Seaward Tribe eller Seaward Division; utanför vatten människor), Qyvítvaya (Qyvítvxva)̌y̓a (Calm Water Tribe eller Calm Water Division), W̓u̓íƛ̓itx̌v (Wuithitxv) (Roscoe Inlet Tribe; inuti vattenfolk), Y̓ísdáitx̌v (Yisdaitxv) (Y̓ísdá-stammen, Y̓ísdá-folket (Yisda Park möter havet), eller Mackenzie-divisionen), där nära Elcho Harbour på Dean Channel), och X̌íx̌ís (Xixis / Xai'xais) (Northern/Downriver Tribe, ursprungligen bosatt i Qínat (Kynoch) eller Kynoch Inlet Division).
En uppskattning av folkmängden 1835 är att de då var ungefär 1700 individer. Runt 1900 hade den sjunkit kraftigt, framför allt till följd av sjukdomar som mässling, till endast 330. Flera epidemier bröt ut under 1800-talet och även  under 1900-talet. Men under 1900-talet har antalet individer som identifierar sig som heiltsuk ökat och 1995 var siffran 1874 personer.
Under första halvan av 1800-talet låg heiltsuk i krig med haida men 1852 slöt man fred.

### Kontakten med europeer

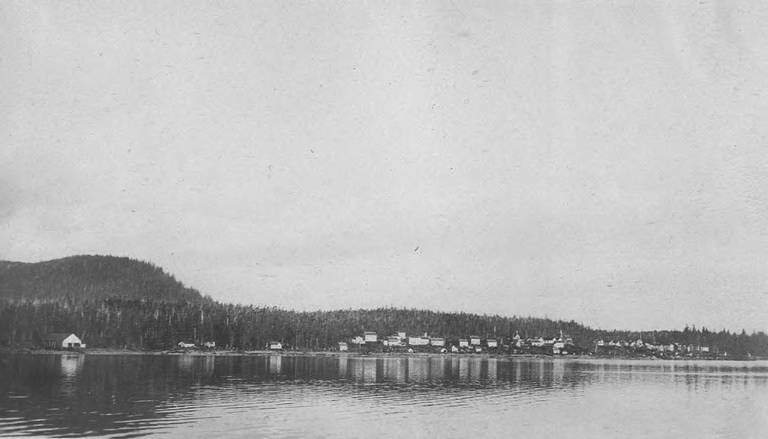
Bella Bella i början av 1900-talet på dess nuvarande plats strax efter flytten från Gamla Bella Bella.

Den första kontakten med europeer ägde sannolikt rum 1793 när George Vancouver och Alexander Mackenzie kom till området för att köpa päls. Hudson Bay-kompaniet etablerade handelsstationen Fort McLoughlin på Campbell Island. Snart växte det upp en bosättning med framför allt heiltsuk i anslutning till stationen och byn fick namnet Bella Bella eller "Qlts" (senare "Gamla Bella Bella", dvs "Old Bella Bella"). Stationen övergavs efter 10 år och lokalbefolkningen brände ner byggnaden och tog tillvara järn och annat material. Men 1850 öppnade Hudson Bay-kompaniet en affär på samma plats. Heiltsuk fungerade under denna tid som en viktig handelspartner och utgjorde mellanhanden i handeln med folken längre in i landet. De var skickliga på att tillverka kanoter och snart lärde de sig tillverka västerländska skonare till européerna. 
Någon gång på 1880-talet flyttade Humchitt, en heiltsukhövding, in i Bella Bella från sin by cirka 11 km bort. På juldagen 1882 höll Humchitt en fest till vilken han bjöd in alla människor i Bella Bella och de omgivande byarna. Vid denna fest löstes fientligheterna som hade funnits mellan Humchitt och en annan hövding, "Charley", vilket banade vägen för sammanslagning av Heiltsuk-byarna. Den dåvarande platsen var trångbodd och sjukdomar spreds lätt. En flytt av bosättningen påbörjades norrut till den nuvarande platsen några kilometer längre norrut och från 1903 hade de allra flesta flyttat.
Efter hand kom fler och fler kommersiella aktörer till området, inte minst inom fiskeindustrin. Ursprungfolken förflyttades och hänvisades till speciella reservat vilket även drabbade heiltsuk.

### Missionärer

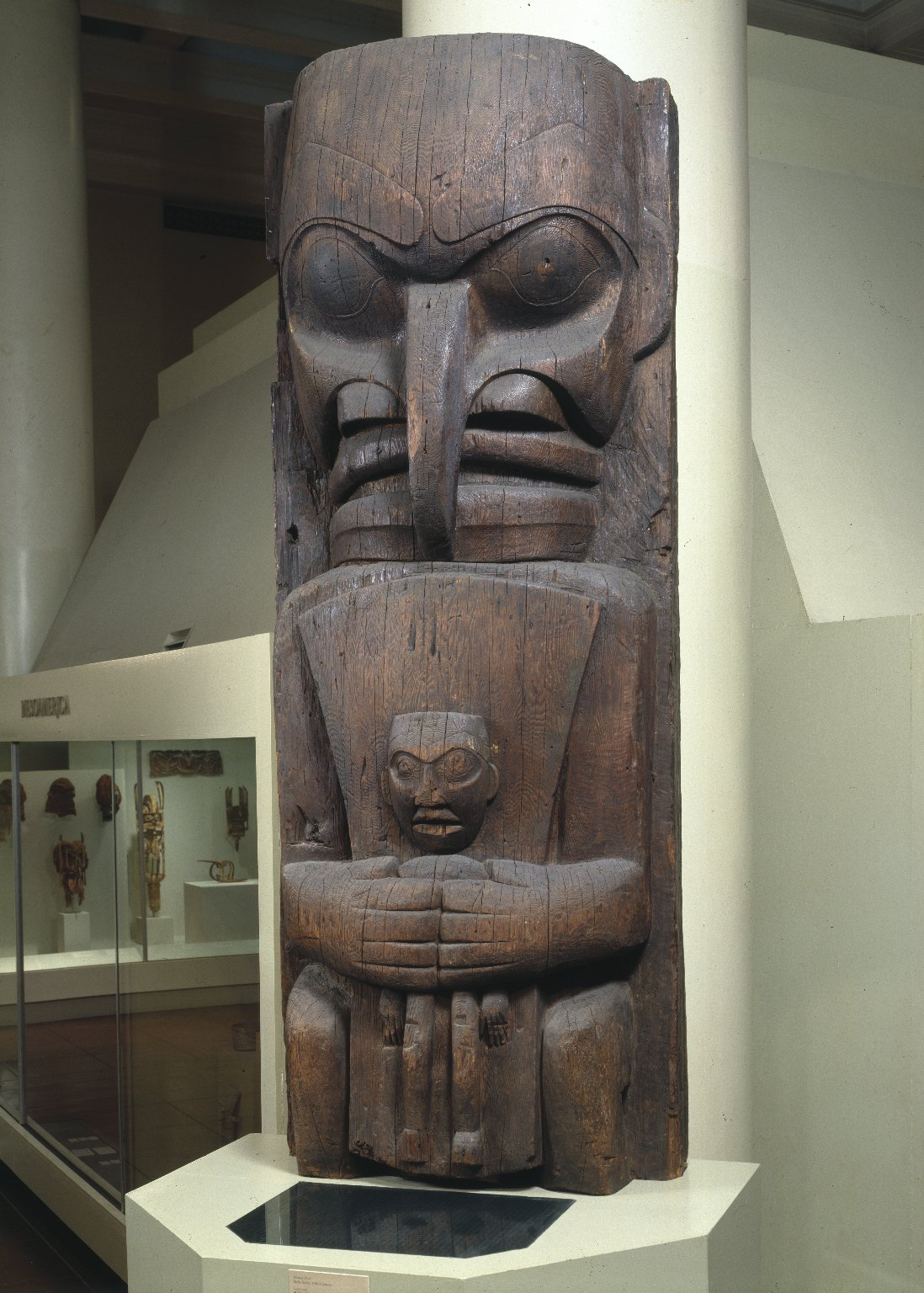
En av de bevarade husstolpar från Gamla Bella Bella (Old Bella Bella) som numera finns på Brooklyn museum.

Under andra halvan av 1800-talet kom metodistmissionärer till heiltsuk och de kom att få stor betydelse för samhället. Heiltsuk tvingades överge sina traditionella sommar- och vinterläger och de fick inte praktisera sina traditionella ceremonier eller prata sitt eget språk.
I slutet av 1800-talet bodde fortfarande ca 300 heiltsuk i Old Bella Bella. Husen var vid denna tid av europeiskt snitt även om det fanns kvar några traditionella "storhus" eller "långhus". Några husstolpar från dessa hus finns numera på Brooklyn museum. Missionärerna hade låtit bygga en skola och en kyrka. Metodistmissionärerna flyttade med till nya Bella Bella och fungerade som koloniala agenter, magistrater, ministrar och läkare. Ett missionssjukhus inrättades, liksom en kyrka och skola. Det nuvarande sjukhuset i Bella Bella utvecklades från detta tidiga missionssjukhus.

## Kultur

### Språk
Heiltsukdialekten är en del av wakashanspråkfamiljen. Den liknar wuikyala (språket för wuikinuxv). Heiltsuk, wuikyala, haisla och kwakʼwala utgör tillsammans den norra wakashanspråkgruppen.

### Konst och konsthantverk
Nordvästkustfolken inklusive heiltsuk är kända för sina konstnärer och sitt konsthantverk. Den tvådimensionella designstilen – kallad formline art – eller nordvästkustkonst – sträcker sig längs norra kusten, den centrala kusten och ner till Vancouver Island. Hos heiltsuk finns flera kända konstnärer från historisk tid. En av de mer kända är kapten Carpenter (1841-1931) som tillverkade kanoter och målade. Motiv med dödskallar förknippas vanligtvis med Tánis (Hamatsa)-ceremonin som utövas av bland annat heiltsuk- och kwakwakaʼwakw (även kwakiutl). 

### Potlatch och förbudet mot potlatch
Hos heiltsuk och andra nordvästkustfolk var potlatchfesterna centrala. De var en typ av offerfest där social status manifesteras genom gåvor av värdefull egendom. Ordet kommer från nootka-språkets patshatl som betyder "givande", utifrån föreställningen att "ju mer man ger, desto rikare blir man". Potlatch förbjöds enligt lag, något som bland annat uppmuntrades av missionärerna som uppfattade potlatch som en hednisk tradition. Förbudet trädde i kraft på 1870-talet men verkställdes inte fullt ut förrän efter 1923. Förbudet varade ända fram till 1951 och festerna fick därför hållas i hemlighet.

### Hemliga sällskap
Hamatsa är ett hemligt sällskap som är involverat i ceremoniell kannibalism och ritualer för att återvända till mänskliga världen. Unga män initieras i samhället under en ritual i fyra delar där de symboliskt förvandlas från köttätande kannibaler, ett tillstånd som likställs med döden, till väluppfostrade medlemmar av samhället. Dödskallen symboliserar alltså de invigdas återfödelse när de kommer tillbaka från de döda. Döskalleföremål används under ceremonins slutskede: rituell matning av skallen, eventuellt med speciella ceremoniella skedar, föregår en ceremoniell måltid för de invigda, och den verkställande medicinmannen kan bära en dödskallehuvudbonad.

## Heiltsuk på svenska museer
Det finns föremål från nordvästkusten i British Columbia på framför allt Etnografiska museet, Stockholm och några enstaka på Världskulturmuseet, Göteborg. 19 av dessa har tillskrivits heiltsuk men det kan vara fler eftersom många av föremålen saknar mer exakt proveniens än nordvästkusten. De ingår i en samling som kommer från Gustaf Retzius och Anna Hierta-Retzius besök på nordvästkusten 1893. De kom till staden Victoria, där det fanns flera handlare för etnografika, och reste sedan vidare på Vancouverön. I Old Bella Bella träffade de norskfödde Filip Jacobsen. Genom honom fick de möjlighet att besöka flera olika platser och även att inhandla etnografika under 12 dagar. En stor del av föremålen i butikerna i Victoria var insamlade av Filip och hans bror Adrian Jacobsen. Gustaf och Anna förfärades över de metoder som återförsäljarna använde sig av för att lura av ursprungsbefolkningen äldre föremål som inte var till salu. De var också kritiska till missionärerna i området. Gustaf var alltid på jakt efter nya kranium till sin kraniumsamling och han förvärvade i British Columbia fyra så kallade "longhead"-skallar.

### Fotnoter
1. 1 2 3 4  Pritzker, Barry (2000). A Native American encyclopedia : history, culture, and peoples. Oxford ; New York : Oxford University Press. sid. 166. ISBN 978-0-19-513877-1. http://archive.org/details/nativeamericanen0000prit. Läst 23 mars 2024
2. ↑  Björklund, Anders (2016). Hövdingens totempåle : om konsten att utbyta gåvor. ISBN 978-91-7331-740-5. https://libris.kb.se/bib/18506033. Läst 23 mars 2024
3. ↑  Smithsonian Magazine; Brigit Katz. ”Found: One of the Oldest North American Settlements” (på engelska). Smithsonian Magazine. https://www.smithsonianmag.com/smart-news/one-oldest-north-american-settlements-found-180962750/. Läst 23 mars 2024.
4. ↑  ”Heiltsuk Cultural Education Centre” (på amerikansk engelska). http://hcec.ca/index.php/home-page/. Läst 23 mars 2024.
5. ↑  Saul Brown (6 april 2018). ”Indigenous Marine Response Centre breathing life into reconciliation”. web.archive.org. National Observer. Arkiverad från originalet den 24 oktober 2021. https://web.archive.org/web/20211024193132/https://www.nationalobserver.com/2018/04/06/opinion/indigenous-marine-response-centre-breathing-life-reconciliation. Läst 23 mars 2024.
6. 1 2 3 4  Black, Martha (1997). Bella Bella: a season of Heiltsuk art. Royal Ontario museum Douglas & McIntyre University of Washington press. ISBN 978-0-295-97608-2. Läst 24 mars 2024
7. ↑  ”Heiltsuk and Haida nations finalize peace treaty | Globalnews.ca” (på amerikansk engelska). Global News. https://globalnews.ca/news/2085293/heiltsuk-and-haida-nations-finalize-peace-treaty/. Läst 23 mars 2024.
8. 1 2 3 4  Large, R. Geddes (1968). Drums and Scalpel: From Native Healer to Physician on the North Pacific Coast. Vancouver: Mitchell Press Limited. sid. 4
9. ↑  ”11.700.3, House Post, from a Set of Four - Brooklyn Museum”. www.brooklynmuseum.org. https://www.brooklynmuseum.org/opencollection/objects/17341. Läst 24 mars 2024.
10. ↑  McLennan, Bill (2000). The transforming image: painted arts of Northwest Coast first nations. A UBC Museum of Anthropology Research publication. UBC Press. ISBN 978-0-7748-0427-1. Läst 24 mars 2024
11. ↑  Cole, Douglas (1990). An iron hand upon the people: the law against the potlatch on the Northwest Coast. Douglas & McIntyre. ISBN 978-0-88894-695-9. Läst 24 mars 2024
12. ↑  Uddenberg, Nils (2019). Skallmätaren: Gustaf Retzius - hyllad och hatad. Fri Tanke. ISBN 978-91-87935-84-8. Läst 29 mars 2024
13. ↑  Retzius, Gustaf (1895). Om kranier af s. k. longhead-indianer. [Stockholm : Svenska sällskapet för antropologi och geografi]. http://archive.org/details/b22384431. Läst 29 mars 2024